# Bonnée
Bonnée – miejscowość i gmina we Francji, w Regionie Centralnym, w departamencie Loiret.
Według danych na rok 2010 gminę zamieszkiwało 670 osób, a gęstość zaludnienia wynosiła 58 osób/km².